# Jerry de Jong
Jerry Murrien de Jong (nacido el 29 de agosto de 1964 en Paramaribo, Surinam) es un exfutbolista de la selección de fútbol de los Países Bajos, en la que jugó tres partidos, y de otros clubes como el SC Telstar Velsen, SC Heerenveen y PSV Eindhoven.
Él es el padre del futbolista Nigel de Jong.